# Indien-Panzer
Az Indien Panzer (indiai tank), más néven B-PS 102, a német Porsche KG cég által az 1950-es évek elején tervezett harckocsi volt, mely iránt az indiai hadsereg mutatott érdeklődést. Olyan harckocsit kerestek a hadseregnek, amit Indiában lehetett gyártani, ezért egy könnyen megépíthető modellre volt szükség. Az első tervek 1954-ben készültek, hét évvel India függetlenségének elnyerése után, de hamarosan félbehagyták (1955). A járművet túl bonyolultnak találták az indiai gyártáshoz, ezért a projektet törölték.

## Fejlesztése, története
Fejlesztése 1954-1955 között történt. A jármű gyártását egyik cég sem akarta felvállalni, így a harckocsit különböző gyártóktól származó alkatrészekből szerelték  volna össze: 
- Porsche: programvezető (innen származtak a tervrajzok)
- Daimler-Benz: MB837A nyolchengeres dízelmotor
- Zahnradfabrik AG Friedrichshafen: lánctalpak és erőátvitel
- Ruhrstahl: torony és fegyverzet
- TATA: indiai gyártás, valamint optika és kémlelőnyílás(ok)

A Porsche cég idegen országnak akarta eladni a tervrajzokat. A vásárló India lett, és a feltételek a következők voltak: 
- a járműnek maximum 36-39 tonna súly között kellett lennie (az Indien-Panzer elméletben körülbelül 40 tonna volt).

Ekkor azonban egy új pályázó megszakította az alkut: az angliai Vickers is pályázott.
A Vickers terve győzött. A Vickers páncélosa hegesztett összeállítású volt, míg az Indien-Panzer teljesen öntött. Az Indiai haderő szerint a hegesztett eljárás sokkal előnyösebb, mint az öntött. Ráadásul ennek köszönhetően a harckocsi könnyebb lett. Emiatt problémák merültek fel. Indiában nem álltak rendelkezésre speciális vasöntödék kellő mennyiségben, és a páncélos gyártása az indiai kormány szerint túl drága lett volna.
A Vickers-féle páncélos terveit elfogadták, a neve Vickers MBT lett és 1965-ben szolgálatba is lépett.

## Technikai adatok

### Páncélzat vastagsága
Torony
- Elöl: 120 mm
- Hátul: 45 mm
- Oldalt: 90 mm

Harckocsitest
- Elöl: 90 mm
- Hátul: 45 mm
- Oldalt: 90 mm

### Legénység
- 1 fő parancsnok/rádiós
- 1 fő töltő
- 1 fő lövész
- 1 fő vezető

### Fegyverzet
- Fő: 90mm KwK 54 harckocsiágyú
- Másodlagos: 2db MG 3 gyolyószóró a toronyban

### Motor, mobilitás
- MTU MB 837A 8 – hengeres dízelmotor